# Bącka Huta (osada leśna)
Bącka Huta – dawna osada leśna w północnej Polsce, w województwie pomorskim, w powiecie kartuskim, w gminie Sierakowice.
Położona na Pojezierzu Kaszubskim, na Kaszubach, położona na obszarze Kaszubskiego Parku Krajobrazowego i kompleksu leśnego Lasów Mirachowskich. 
W latach 1975–1998 miejscowość administracyjnie należała do województwa gdańskiego.
Nazwę zniesiono z 2023 r.